# Superpuchar Polski 2022
La Supercoppa di Polonia 2022 è stata la 31ª edizione della Superpuchar Polski, che si è svolta il 9 luglio 2022 tra il Lech Poznań, vincitore del campionato, e il Raków Częstochowa vincitore della coppa nazionale. Il Raków Częstochowa ha conquistato il trofeo per la seconda volta nella sua storia.

## Le squadre
| Squadre           | Qualificazione                           | Partecipazioni precedenti (il grassetto indica la vittoria) |
| ----------------- | ---------------------------------------- | ----------------------------------------------------------- |
| Lech Poznań       | Vincitore della Ekstraklasa 2021-2022    | 9 (1983, 1988, 1990, 1992, 2004, 2009, 2010, 2015, 2016)    |
| Raków Częstochowa | Vincitrice della Puchar Polski 2021-2022 | 1 (2021)                                                    |

## Tabellino
| Arbitro: | Raczkowski (Varsavia) |

|  |           |                           |
|  | Marcatori | 43’ Racovițan 51’ Wdowiak |